# Dave Edmunds
David William Edmunds, född 15 april 1944 i Cardiff, Wales, är en brittisk gitarrist, sångare och musikproducent.

## Biografi

### 1960-talet
Dave Edmunds lärde sig som ung att spela gitarr genom att lyssna på skivor av artister som Elvis Presley och Everly Brothers och plocka ut gitarrstämmorna från gitarrister som James Burton och Scotty Moore.
I början av 1960-talet började Dave Edmunds spela i lokala rock'n'roll-band i Cardiff som The 99ers, med sin äldre bror Geoff Edmunds, och bandet The Raiders. De spelade huvudsakligen coverlåtar av artister som Chuck Berry och Jerry Lee Lewis. 
1966 lämnade han Wales för att i London spela med gruppen The Image. Då detta inte ledde till något återvände han till Wales där han bildade vad som skulle bli Love Sculpture med John Williams och Bob Jones. Bandet fick skivkontrakt med EMI tack vare deras versioner av Beatles-låtar. Skivbolaget gav bandet namnet The Human Beans som 1967 gav ut den inte alltför framgångsrika singeln "Morning Dew".
1968 bytte The Human Beans namn till Love Sculpture som av skivbolaget fick i uppdrag att göra ett blues-album för att haka på den för tillfället rådande blues-populariteten orsakad av John Mayall och Eric Clapton. Resultatet blev albumet Blues Helping. Nästa album med Love Sculpture, Forms and Feelings, var mer psykedeliskt men innehöll även rockversioner av klassiska stycken. Bandet fick en hit med Aram Chatjaturjans "Sabre Dance" 1969 och turnerade i USA och Kanada.

### 1970-talet
Efter att Love Sculpture splittrats fick Edmunds en stor solohit med låten "I Hear You Knockin" 1970, en cover av en blueslåt gjord av Smiley Lewis. 1972 släpptes Rockpile, hans första album som solomusiker. Rockpile kom också att bli namnet på hans band när han uppträdde på scen. 
Efter att ha lärt sig hantverket som skivproducent, vilket kulminerade i ett par Phil Spector-influerade singlar, "Baby I Love You" och "Born to Be With You", blev han involverad i 1970-talets pubrock och producerade Brinsley Schwarz, Ducks Deluxe och The Flamin' Groovies, med ett enklare och mer avskalat ljud.
1974 producerade han musiken till filmen Stardust i vilken han även medverkade i en biroll.
Kontakten med Brinsley Schwarz band ledde till ett samarbete med Nick Lowe, som tillsammans med Billy Bremner (gitarr) och Terry Williams (trummor) bildade bandet Rockpile. På grund av skivbolagskontrakt kunde de inte ge ut skivor under namnet Rockpile förrän 1980 och därför utgavs deras musik som soloalbum. Under denna tid fick Dave Edmunds flera hits, bland andra "I Knew the Bride", "Queen of Hearts" och "Girls Talk".

### 1980-talet
1980 gav bandet Rockpile slutligen ut sitt första album, Seconds of Pleasure, under eget namn. Bandet upplöstes dock 1981.
Under 1980-talet fortsatte Dave Edmunds att ge ut egna soloalbum. Han fick en hit i bland annat Sverige med låten "Almost Saturday Night" 1981. En annan mindre hit blev låten "From Small Things (Big Things One Day Come)" 1982, skriven av Bruce Springsteen för Edmunds.
På hans album från 1983, Information, samarbetade han med Jeff Lynne från gruppen Electric Light Orchestra, något som inledde Jeff Lynnes egen karriär som producent vilket slutligen ledde till supergruppen The Traveling Wilburys.
Hans skivförsäljning var dock avtagande under 1980-talet och han inriktade sig mer på sitt arbete som musikproducent. Han samarbetade med och producerade ett flertal artister som exempelvis Paul McCartney, Stray Cats och Carlene Carter. 
1984 medverkade han i MTV-konserten Guitar Greats tillsammans med Link Wray, Brian Setzer, Neal Schon, Johnny Winter, Steve Cropper, Tony Iommi, Lita Ford, Dickey Betts och David Gilmour. Året efter producerade han filmmusiken till filmen Porky's Revenge och musiken till en TV-sänd hyllningskonsert för Carl Perkins där bland andra George Harrison och Eric Clapton medverkade.

### 1990-talet och senare

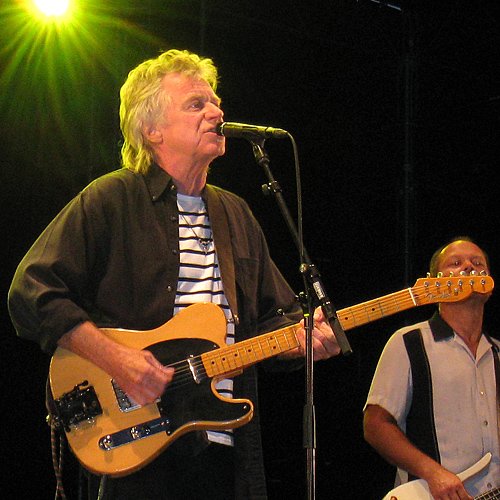
Dave Edmunds, 2008

I början av 1990-talet producerade Edmunds musiken för minneskonserterna John Lennon Tribute. Han spelade i Ringo Starr's All Starr Band såväl 1992 som år 2000. År 1992 producerade han och medverkade i konserterna Guitar Legends vid världsutställningen i Sevilla, Spanien. Tillsammans med Suzy Bogguss deltog han 1996 i en TV-sänd Buddy Holly-tribut.
Edmunds har under senare år flera gånger spelat tillsammans med det svenska bandet The Refreshments, vilket bland annat resulterat i livealbumet A Pile of Rock - Live 1997 och gästartistframträdande i konsertfilmen The Refreshments Live 2005.
2007 gjorde han en mindre comeback tillsammans med rock'n'roll-kollegan Joe Brown på en längre turné i Storbritannien. 2008 spelade han även med the Refreshments i Sverige och med Stray Cats på Brixton Academy i London.
Han bor i Wales och utger sporadiskt nya album och turnerar. Mängden av artister han arbetat med är oerhört stor, alltifrån legender till fotnoter i rockens historia.

## Diskografi
Med Love Sculpture:
- 1968 – Blues Helping
- 1969 – Forms and Feelings

Med Brewers Droop:
- 1989 – The Booze Brothers (inspelat 1973)

Soloalbum:
- 1972 – Rockpile
- 1973 – Subtle as a Flying Mallet
- 1977 – Get It
- 1978 – Tracks on Wax 4
- 1979 – Repeat When Necessary
- 1981 – Twangin...
- 1982 – D.E. 7th
- 1983 – Information
- 1984 – Riff Raff
- 1990 – Closer to the Flame
- 1994 – Plugged In
- 1997 – A Pile of Rock (Live)
- 1999 – King Biscuit Flower Hour (Liveinspelningar från 1983 & 1990)
- 1999 – Hand Picked Musical Fantasies
- 2002 – Alive andd Pickin': At Saint David's Hall, Cardiff (Live)
- 2013 – ...Again
- 2015 – On Guitar...Rags & Classics

Med Rockpile:
- 1980 – Seconds of Pleasure
- 1981 – Concerts for the People of Kampuchea (samlingsalbum)

Samlingsskivor med andra artister (urval):
- 1973 – Christmas at the Patti
- 1985 – Porky's Revenge (Soundtrack)
- 1991 – Ringo Starr's All Starr Band - Live from Montreux
- 1996 – Not Fade Away - Remembering Buddy Holly
- 2001 – Brit Rock - Back on Track

## Konsertfilmer
Medverkan i konsertfilmer:
- 1981 – Concert for Kampuchea
- 1986 – Carl Perkins and Friends - Blue Suede Shoes: A Rockabilly Session
- 1989 – Jerry Lee Lewis and Friends
- 1996 – Not Fade Away: Remembering Buddy Holly
- 2005 – The Refreshments Live

## Kuriosa
- Många som hörde Edmunds gitarrspel i hiten "Sabre Dance" trodde att han hade ökat bandhastigheten eftersom det spelades så snabbt. Så var dock inte fallet.
- Sången till hans första solohit, "I Hear You Knocking", sägs vara inspelad via en telefon.
- På hans Phil Spector-influerade singlar där han återskapade Phil Spectors Wall of Sound spelade han själv alla instrument.